# Batalla de Princeton
La batalla de Princeton (3 de enero de 1777) fue una victoria estratégica para las fuerzas revolucionarias del general Washington sobre las fuerzas británicas cerca de Princeton, Nueva Jersey. El sitio es administrado como un parque estatal operado y mantenido por la New Jersey Division of Parks and Forestry.

## Antecedentes
En la noche después de la segunda batalla de Trenton, el general George Washington llevó al cuerpo principal de su ejército conformado por 6.000 hombres cautelosamente lejos del teniente general Charles Cornwallis y de sus tropas. Washington dejó a una pequeña separación de 500 hombres de la milicia de Pensilvania detrás para tender a los fuegos de campamento y periódicamente disparar con dos cañones, para disfrazar la salida de los soldados del Ejército Continental.
En medio de la noche, el ejército marchó sobre un camino trasero hacia Princeton y alcanzó el puente Quaker sobre el arroyo Stony Brook, alrededor de una milla al sur de la ciudad. El puente Quaker no era lo bastante fuerte para soportar el paso de los cañones del ejército ni carros de las municiones, así que otro puente tuvo que ser construido rápidamente. Mientras que el puente era construido, Washington reformó a su ejército, y después lo dividió en dos partes: el ala más pequeña de la izquierda bajo el mando del general Nathanael Greene y la más grande de la derecha bajo las órdenes del general John Sullivan. Washington se había prepuesto atacar Princeton antes de amanecer, pero el sol se levantaba.
La tarea de Greene era avanzar a la carretera de Princeton-Trenton para parar su tráfico y destruir su puente sobre el Stony Brook. La división de Sullivan, la principal fuerza de ataque, se desplazó hacia la parte posterior de la Universidad de Nueva Jersey (actual Universidad de Princeton). Conocían que los británicos tenían puestos de guardias en los caminos al norte, al este y al oeste, pero existía un camino abandonado que entraba a la ciudad por el oeste, el mismo que Sullivan tomó.
Antes de que el ala de Greene (con 3.400 hombres) alcanzara la carretera, la brigada principal, 1.200 hombres bajo órdenes del general Hugh Mercer de Virginia, encontró a 800 hombres que eran elementos de la 4º brigada británica, acompañados por 2 armas ligeras, bajo comando total del teniente coronel Charles Mawhood. El grupo británico marchaba de Princeton a Trenton para reforzar la 2º brigada del General Leslie. La última unidad de la 4º brigada fue dejada para sostener Princeton con otros 400 hombres.

## La batalla

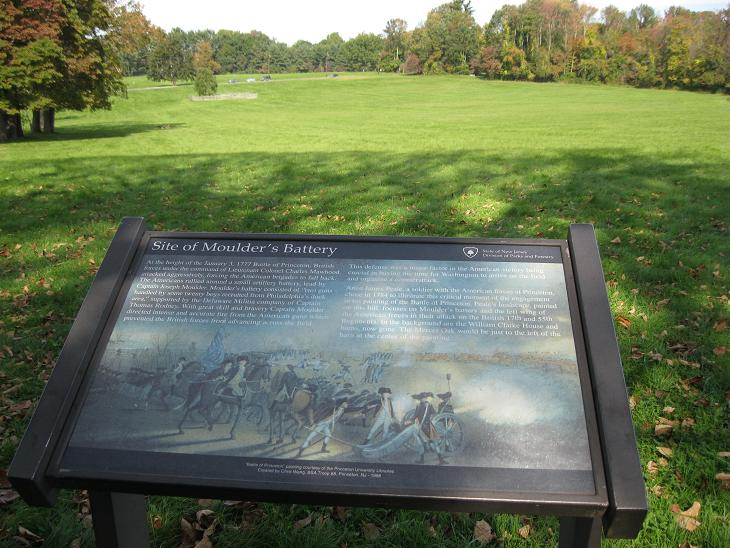
Princeton Battlefield

Al ver las fuerzas independentistas, Mawhood formó a sus hombres a través del borde de una huerta por la cual las tropas de Mercer pasaban. Un violento enfrentamiento de fuego se inició, y Mawhood puso en marcha un asalto que despejó en gran parte la huerta de las tropas de Mercer, quienes se comenzaron a retirar en medio de la confusión. El general Mercer fue herido pero rechazó entregarse. Cuando él intentó atacar al enemigo con su espada, fue atacado a bayoneta hasta que se le presumía muerto; él murió nueve días después. El coronel John Haslet de Delaware substituyó al general Mercer y fue asesinado por un tiro en la cabeza.
Durante esta confusión, general George Washington montó hasta que se reunió con los hombres de Mercer, mientras que una brigada de 2100 tropas bajo el mando del general John Cadwalader llegó con una batería de artillería. Washington entonces montó derecho al fuego británico, conduciendo personalmente el ataque. Como Washington montó carga hacia las líneas británicas, se lo escuchó a él gritando:
"Parade with me my brave fellows, we will have them soon!"
"¡Desfilen conmigo mis valientes compañeros, los tendremos pronto!"
 Gracias a estos refuerzos, y a la exitosa reunión de Washington con los hombres de Mercer, la fuerza estadounidense más grande podía, por la presión de números, volver a tomar la mayor parte de la huerta, hasta que el fuego de las armas de Mawhood pararon el avance estadounidense.
Un segundo asalto británico despejó la huerta, y parecía que ganaría el día hasta que Sullivan condujera a otras 1.300 tropas. Ahora excedidos en número, casi 6 a 1, Mawhood dirigió una carga final para romper a través de líneas estadounidenses. Un número de soldados británicos rompieron a través de los estadounidense en una carga de bayoneta desesperada, continuando hacia el sur del camino a Trenton. Washington llevó algo de su fuerza en la búsqueda de Mawhood, pero abandonaron esto y dieron vuelta detrás cuando algo de las tropas de Leslie entraron en vista. El resto de los británicos cayeron nuevamente dentro de Princeton, que, junto con los hombres que se encontraban allí, se defendieron contra las fuerzas de Sullivan durante algún tiempo, antes de la retirada a Nuevo Brunswick. Dejaron un número de tropas detrás en Princeton. Haciendo frente a números y al fuego de artillería de forma aplastante, se entregaron. La lista de muertes británicas indicó que había 86 muertos y heridos y 200 capturados. Los estadounidenses sufrieron alrededor de 40 muertos y heridos.
En Trenton, Cornwallis y sus hombres se despertaron por los sonidos del cañón de fuego que venía de detrás su posición. Cornwallis y su ejército comenzaron a viajar hasta Princeton. Sin embargo, la guardia posterior de Washington había destruido el puente sobre el Stony Brook, y los francotiradores estadounidenses retrasaron más lejos al Ejército de Cornwallis. El agotado ejército estadounidense se desplazó lejos, marchando al Palacio de Justicia del condado de Somerset (ahora Millstone), donde pasaron la noche. Cuando la fuerza británica principal finalmente alcanzó Princeton tarde en el día, no permanecieron allí sino que continuaron con rapidez hacia Nuevo Brunswick, Nueva Jersey.

## Consecuencias

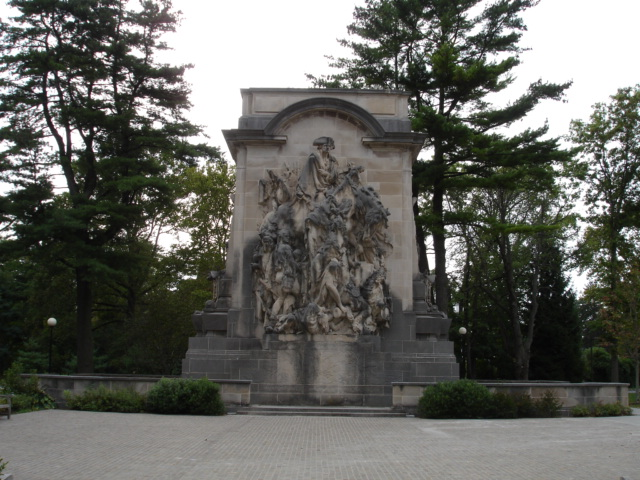
El Monumento a la Batalla de Princeton en el borough Princeton, NJ.

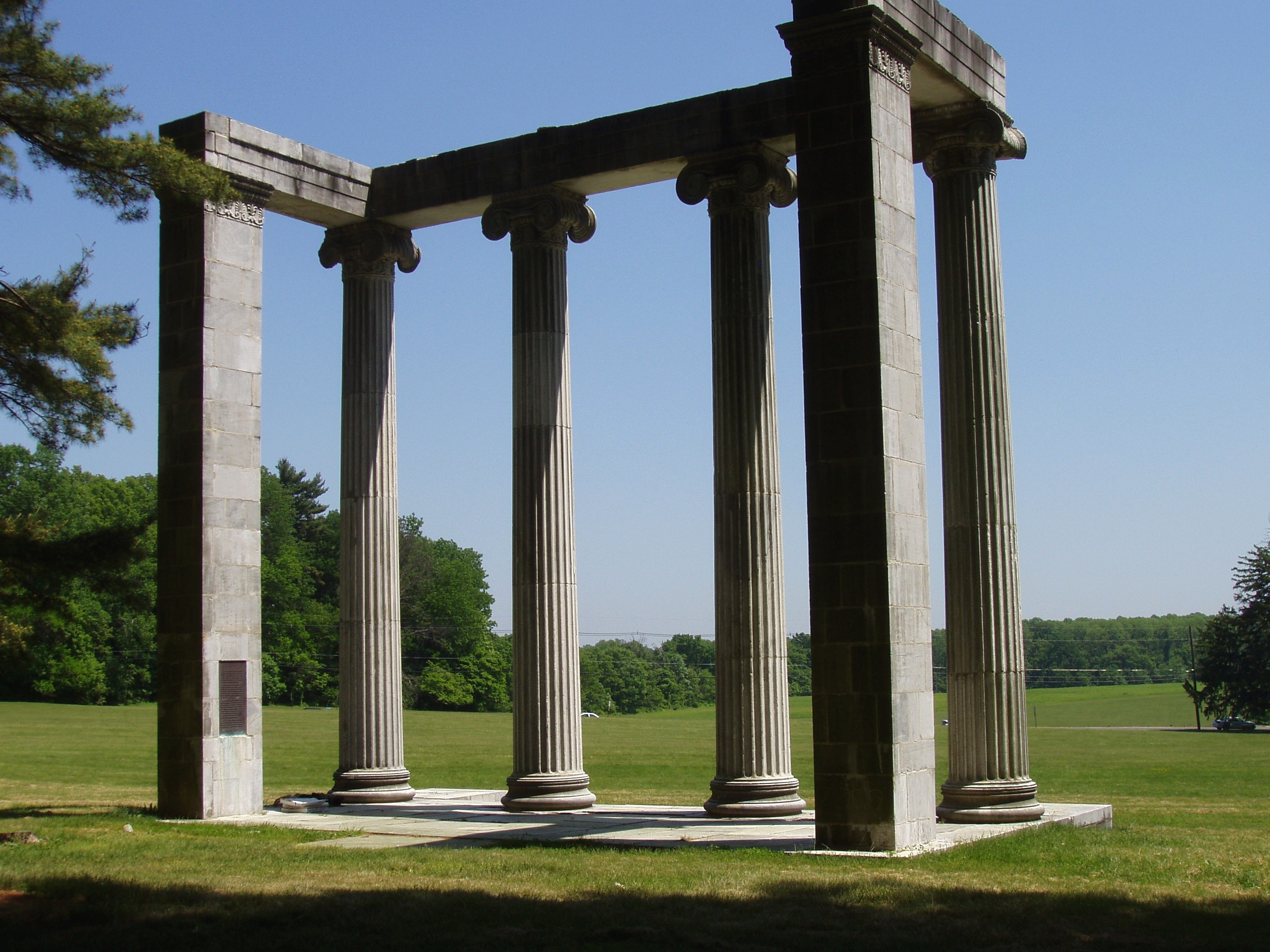
El Princeton Battlefield State Park en Nueva Jersey.

Después de la batalla, Cornwallis abandonó mucha de su correspondencia en Nueva Jersey, y ordenó a su ejército retirarse a Nuevo Brunswick. La batalla en Princeton costó a los británicos unos 276 hombres muertos, heridos o capturados y dejó grandemente alzados en la moral a las tropas continentales, llevando a 8.000 nuevos reclutas a ensamblar al Ejército Continental.
Los historiadores estadounidenses a menudo lo consideran una gran victoria junto con la batalla de Trenton, debido a la pérdida subsecuente del control de la mayor parte de Nueva Jersey por las fuerzas de la corona así como las implicaciones políticas importantes de la batalla a través del Atlántico en Francia y España, que ampliarían su ayuda militar a las fuerzas continentales después de la batalla. Sin embargo, mientras que condujeron a los británicos del campo, podían ejecutar un desbloqueo ofensivo del libro de textos y manejado la evasión de un desastre completo.
El sitio del campo de batalla está sur de Princeton y se ha convertido en el Princeton Battlefield State Park (en español: Parque estatal del campo de batalla de Princeton). El herido y luego fallecido general Hugh Mercer se reclinó, según se informa, debajo de un árbol de roble en el campo de batalla. El condado de Mercer que contiene a Princeton actualmente fue nombrado en honor él y un cuadro del roble llamado Mercer Oak está en su sello. El árbol viejo finalmente murió en el 2000 y un reemplazo crecido de sus bellotas fue plantado en el sitio.
El 3.er batallón/112avo campo del Regimiento de artillería demanda linaje del Eastern Artillery Company de New Jersey que fue asignado a 4.º Regimiento Continental de la Artillería de Thomas Procter, quién participó en la batalla de Princeton.

### Parque estatal Princeton Battlefield
El estado de Nueva Jersey preserva 100 acres (40,47 ha) del sitio como el parque estatal Princeton Battlefield. El parque está situado en Mercer Road (Princeton Pike), cerca de 1.5 millas al sur de la Universidad de Princeton y 3.8 millas al norte de la carretera interestatal 295/95.